# لوح مشبكي

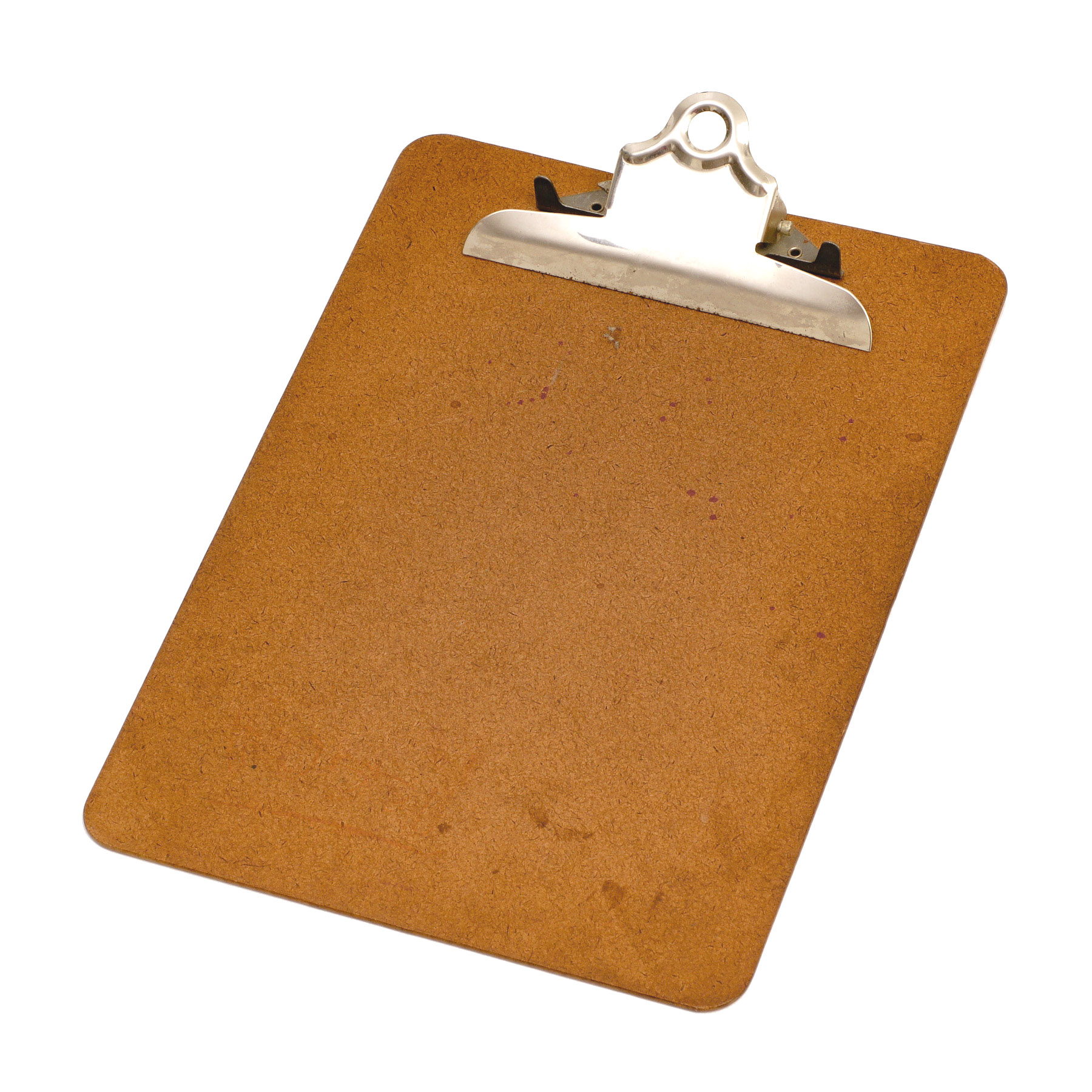
لوح مشبكي خشبي

اللوح المشبكي أو لوحة القصاصات، هو لوح مزوّد بمشبك للتثبيت (الورق عادةً). يستخدم اللوح المشبكي عادة للمساعدة في الكتابة، حيث يتم دعمه بإحدى اليدين والكتابة باليد الأخرى. سجّلت براءة اختراع أول شكل من أشكال الألواح المشبكية في سبعينيات القرن التاسع عشر، وكان يشار إليه باسم المشابك اللوحية. تم تصميم قوس شانون أيضاً في سبعينات القرن التاسع عشر.
كان هناك استخدام آخر شائع للكلمة قبل عصر الحاسبات الآلية الشخصية وكان تثبيت لقصاصات لنصوص أو لرسومات تم قصها بالمقص ليتم لصقها باستخدام المادة اللاصقة على ورقة أخرى.